# پورتو کورتس
پورتو کورتس (به اسپانیایی: Puerto Cortés) یک منطقهٔ مسکونی در هندوراس است که در استان کورتس واقع شده‌است. پورتو کورتس ۳۹۱ کیلومتر مربع مساحت و ۱۲۶٬۰۰۹ نفر جمعیت دارد.